# Ceroplastes minutus
Ceroplastes minutus är en insektsart som beskrevs av Cockerell 1898. Ceroplastes minutus ingår i släktet Ceroplastes och familjen skålsköldlöss. Inga underarter finns listade i Catalogue of Life.